# Епископ горњокарловачки Максимилијан
Максимилијан (световно Милан Хајдин, Нови Сад, 21. август 1879 — Београд, 25. фебруар 1936) био је епископ Српске православне цркве.

## Живот
Епископ Максимилијан рођен је у Новом Саду 21. августа 1879. Отац му је био родом из Гомирја код Карловца, село Хајдини, и као млад је отишао у Нови Сад, а потом у Београд. У Београду владика Максимилијан завршава и основну школу. Велику гимназију завршио је у Сремским Карловцима, а Правни факултет у Загребу, гдје је промовисан за доктора права. Године 1906. примио је монаштво и завршио богословију у Сремским Карловцима. По завршетку богословије прешао је у црквену службу и добио мјесто подбиљежника у Митрополији.
Дана 6. децембра 1920. године Свети архијерејски сабор га је изабрао за титуларног (насловног) епископа Сремске Митровице.
Дана 2. јануара 1921. постављен је за викарног епископа - администратора архидијецезе карловачке и титуларног епископа Сремске Митровице.
Као викарни епископ Карловачке митрополије и титуларни епископ Сремске Митровице, 1927. године се заузео да манастир Раковац додјели у закуп на 99 година Универзитету у Београду земљиште на Фрушкој гори за потребе изградње Астрономске опсерваторије на Змајевцу, која нажалост никада није саграђена.
Године 1928. изабран је за епископа далматинског, гдје је остао три године.
Дана 3. октобра 1931. премјештен је за епископа горњокарловачког.
Када је 1931. године од делова горњокарловачке и пакрачке епархије формирана загребачка митрополија, владика Максимилијан је постављен за првог администратора митрополије.
Као добар правник владика Максимилијан добро је разумијевао проблеме црквеног устројства. Иако је кратко вријеме провео као епископ горњокарловачки, успио је да обиђе цијелу епархију. Под његовим надзором чувена Плашчанска архива сређена је по свим архивским прописима. Учествовао је у доношењу нових црквених закона.
Умро је у Београду, гдје је боравио као члан Светог архијерејског синода, 25. фебруара 1936. године, од упале плућа и срчане изнемоглости. Био је сахрањен у новој крипти плашчанске саборне цркве 29. фебруара 1936. године, али за вријеме Другог светског рата његов гроб је отворен и оскрнављен. Посмртни остаци пренесени су у плашчанско гробље, гдје му је гроб загубљен.
Одликован је Орденом Светог Саве првог, другог и трећег степена, Орденом југословенске круне првог степена са лентом, Орденом Светог гроба првог степена, Орденом Полоније реституте и "свим црквеним одличјима".